# Urville-Nacqueville
Urville-Nacgueville ist eine Ortschaft und eine ehemalige französische Gemeinde mit 1.948 Einwohnern (Stand: 1. Januar 2022) im Département Manche in der Region Normandie. Sie gehörte zum Arrondissement Cherbourg und zum Kanton La Hague.
Mit Wirkung vom 1. Januar 2017 wurde die bisherige Gemeinde Urville-Nacqueville mit den übrigen 18 Gemeinden der ehemaligen Communauté de communes de la Hague zu einer Commune nouvelle mit dem Namen La Hague zusammengeschlossen und verfügt in der neuen Gemeinde über den Status einer Commune déléguée. Der Verwaltungssitz befindet sich im Ort Beaumont-Hague.

## Geografie
Urville-Nacgueville liegt auf der Halbinsel Cotentin in der Landschaft La Hague an der Ärmelkanalküste. Umgeben wurde Urville-Nacgueville von den Nachbargemeinden Querqueville im Osten, Sainte-Croix-Hague im Süden, Branville-Hague im Südwesten sowie Gréville-Hague im Westen.

## Geschichte
1964 wurden die Gemeinden Urville und Nacqueville zu dieser zusammengelegt.

## Bevölkerungsentwicklung
| Jahr      | 1962 | 1968 | 1975 | 1982 | 1990 | 1999 | 2006 | 2012 |
| Einwohner | 382  | 867  | 941  | 1245 | 2109 | 2227 | 2217 | 2150 |

## Sehenswürdigkeiten
- Schloss Nacqueville aus dem 16. Jahrhundert, Monument historique
- Herrenhaus Dur-Écu, Monument historique
- Kirche von Urville-Nacqueville, Neubau aus dem Jahre 1958, ursprünglicher Kirchbau wurde 1944 während des Zweiten Weltkriegs gesprengt
- Kapelle von Nacqueville
- Kapelle Saint-Clair

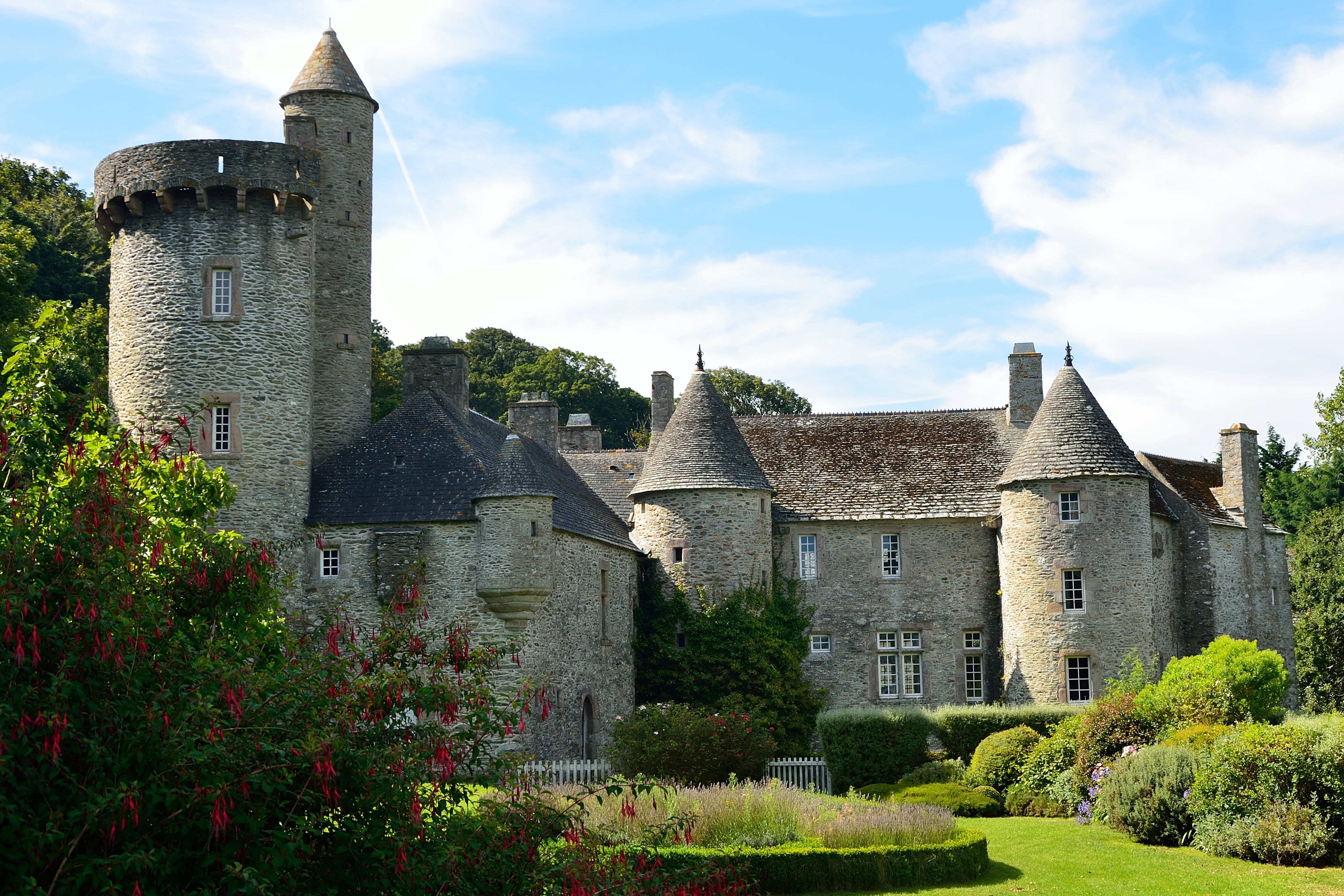
Herrenhaus Dur-Écu
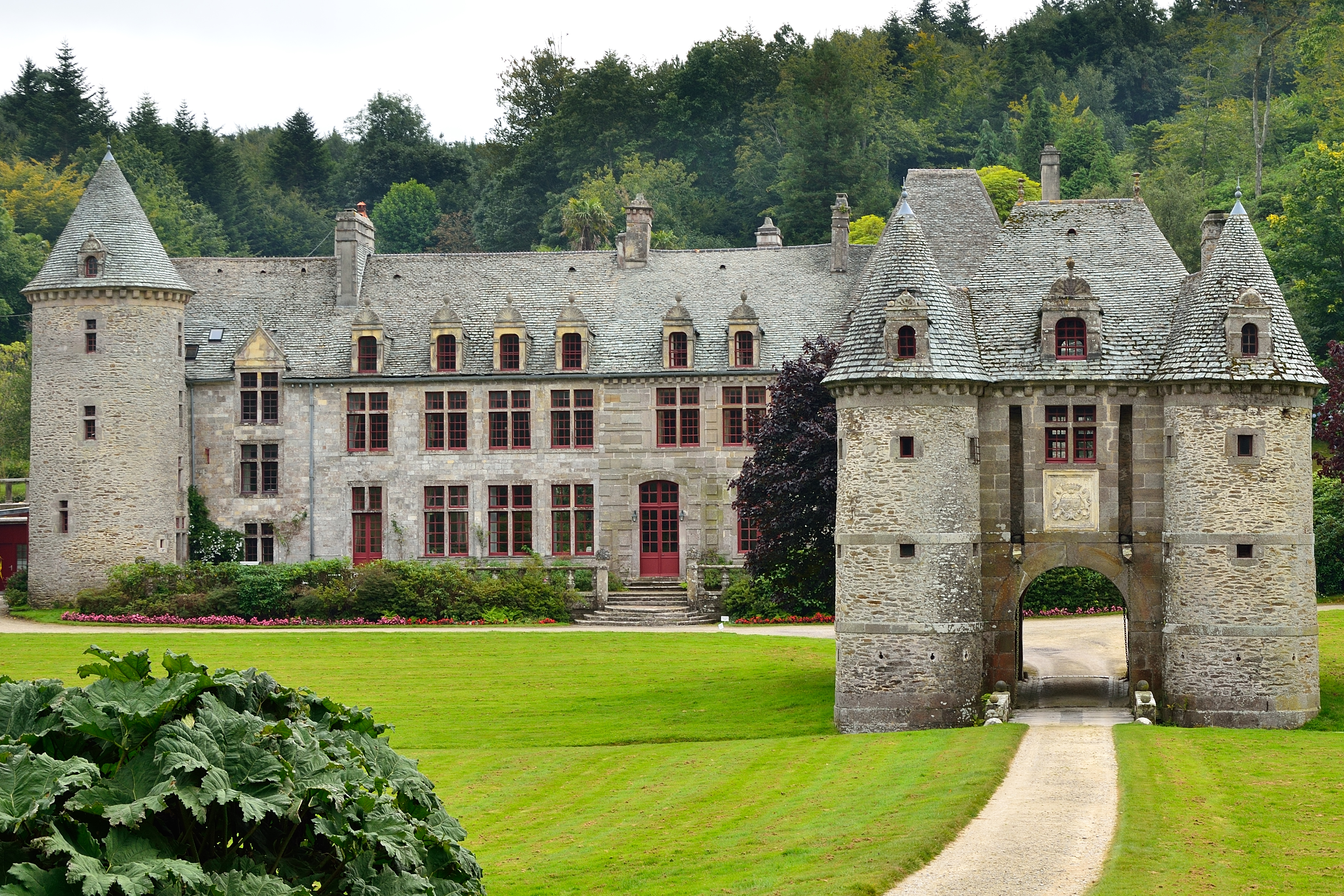
Schloss Nacqueville
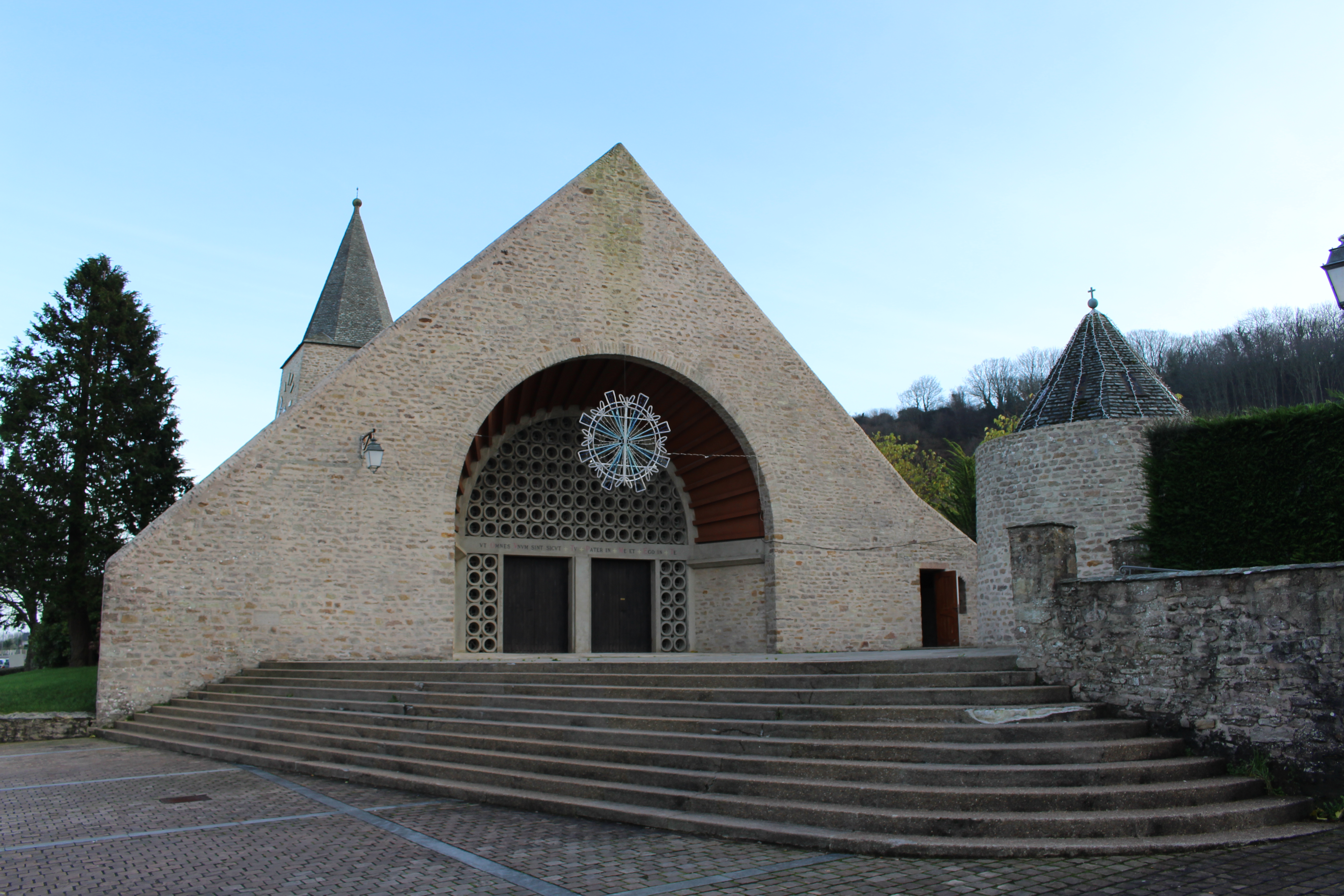
Kirche Notre-Dame